# Malelane
Malelane este un oraș din Africa de Sud.